# Heptathlon aux championnats du monde d'athlétisme en salle 2012
Navigation
2010 2014
L'Heptathlon des Championnats du monde en salle 2012 a lieu les 9 et 10 mars dans l'Ataköy Athletics Arena.

## Records et performances

### Records
Les records de l'heptathlon (mondial, des championnats et par continent) étaient avant les championnats 2012 les suivants.
| Record du monde           | Ashton Eaton       | États-Unis | 6 568 pts | Tallinn      | 6 février 2011  |
| Record des championnats   | Dan O'Brien        | États-Unis | 6 476 pts | Toronto      | 14 mars 1993    |
| Record d'Afrique          | Larbi Bouraada     | Algérie    | 5 911 pts | Paris-Bercy  | 28 février 2010 |
| Record d'Asie             | Dmitriy Karpov     | Kazakhstan | 6 229 pts | Tallinn      | 12 février 2008 |
| Record d'Amérique du Nord | Ashton Eaton       | États-Unis | 6 568 pts | Tallinn      | 6 février 2011  |
| Record d'Amérique du Sud  | Gonzalo Barroilhet | Chili      | 5 591 pts | Fayetteville | 15 mars 2009    |
| Record d'Europe           | Roman Šebrle       | Tchéquie   | 6 438 pts | Budapest     | 7 mars 2004     |
| Record d'Océanie          | Brent Newdick      | Australie  | 5 758 pts | Tallinn      | 4 février 2012  |

## Résultats

### Finale
| Rang               | Athlète                 | Nation      | Points | Note |
| ------------------ | ----------------------- | ----------- | ------ | ---- |
| Médaille d'or      | Ashton Eaton            | États-Unis  | 6 645  | WR   |
| Médaille d'argent  | Oleksiy Kasyanov        | Ukraine     | 6 071  |      |
| Médaille de bronze | Artem Lukyanenko        | Russie      | 5 969  |      |
| 4                  | Ilya Shkurenev          | Russie      | 5 898  |      |
| 5                  | Adam Sebastian Helcelet | Tchéquie    | 5 878  |      |
| 6                  | Andrei Krauchanka       | Biélorussie | 5 746  |      |
| 7                  | Yordani García          | Cuba        | 5 704  | SB   |
| —                  | Mikk Pahapill           | Estonie     | DNF    |      |

### Détails des épreuves

#### Jour 1
| Rang | Athlète                 | Nation      | Temps  | Points | Note |
| ---- | ----------------------- | ----------- | ------ | ------ | ---- |
| 1    | Ashton Eaton            | États-Unis  | 6 s 79 | 958    |      |
| 2    | Oleksiy Kasyanov        | Ukraine     | 6 s 87 | 929    |      |
| 3    | Yordani García          | Cuba        | 7 s 02 | 875    |      |
| 4    | Artem Lukyanenko        | Russie      | 7 s 07 | 858    |      |
| 5    | Adam Sebastian Helcelet | Tchéquie    | 7 s 19 | 816    |      |
| 6    | Mikk Pahapill           | Estonie     | 7 s 27 | 789    | SB   |
| 7    | Ilya Shkurenev          | Russie      | 7 s 39 | 749    |      |
| 8    | Andrei Krauchanka       | Biélorussie | 7 s 46 | 726    |      |

| Rang | Athlète                 | Nation      | Temps  | Points | Note |
| ---- | ----------------------- | ----------- | ------ | ------ | ---- |
| 1    | Ashton Eaton            | États-Unis  | 8,16 m | 1 102  | PB   |
| 2    | Oleksiy Kasyanov        | Ukraine     | 7,68 m | 980    |      |
| 3    | Ilya Shkurenev          | Russie      | 7,50 m | 935    | PB   |
| 4    | Artem Lukyanenko        | Russie      | 7,38 m | 905    | PB   |
| 5    | Andrei Krauchanka       | Biélorussie | 7,36 m | 900    |      |
| 6    | Adam Sebastian Helcelet | Tchéquie    | 7,28 m | 871    |      |
| 7    | Mikk Pahapill           | Estonie     | 6,74 m | 753    |      |
| 8    | Yordani García          | Cuba        | 6,64 m | 729    | SB   |

| Rang | Athlète                 | Nation      | Temps   | Points | Note |
| ---- | ----------------------- | ----------- | ------- | ------ | ---- |
| 1    | Oleksiy Kasyanov        | Ukraine     | 15,24 m | 804    |      |
| 2    | Andrei Krauchanka       | Biélorussie | 14,90 m | 784    | SB   |
| 3    | Ashton Eaton            | États-Unis  | 14,56 m | 763    | SB   |
| 4    | Mikk Pahapill           | Estonie     | 14,54 m | 761    |      |
| 5    | Artem Lukyanenko        | Russie      | 14,35 m | 750    |      |
| 6    | Yordani García          | Cuba        | 14,18 m | 739    | SB   |
| 7    | Adam Sebastian Helcelet | Tchéquie    | 14,04 m | 731    |      |
| 8    | Ilya Shkurenev          | Russie      | 13,39 m | 691    | PB   |

| Rang | Athlète                 | Nation      | Temps  | Points | Note |
| ---- | ----------------------- | ----------- | ------ | ------ | ---- |
| 1    | Adam Sebastian Helcelet | Tchéquie    | 2,06 m | 859    | PB   |
| 2    | Yordani García          | Cuba        | 2,06 m | 859    | SB   |
| 3    | Andrei Krauchanka       | Biélorussie | 2,03 m | 831    | SB   |
| 4    | Ashton Eaton            | États-Unis  | 2,03 m | 831    | SB   |
| 5    | Ilya Shkurenev          | Russie      | 2,03 m | 831    |      |
| 6    | Artem Lukyanenko        | Russie      | 1,97 m | 776    |      |
| 7    | Oleksiy Kasyanov        | Ukraine     | 1,97 m | 776    |      |
| 8    | Mikk Pahapill           | Estonie     | 1,94 m | 749    | SB   |

#### Jour 2
| Rang | Athlète                 | Nation      | Temps  | Points | Note |
| ---- | ----------------------- | ----------- | ------ | ------ | ---- |
| 1    | Ashton Eaton            | États-Unis  | 7 s 68 | 1 064  |      |
| 2    | Ilya Shkurenev          | Russie      | 8 s 10 | 957    | PB   |
| 3    | Artem Lukyanenko        | Russie      | 8 s 13 | 949    |      |
| 4    | Yordani García          | Cuba        | 8 s 13 | 949    | SB   |
| 5    | Adam Sebastian Helcelet | Tchéquie    | 8 s 16 | 942    |      |
| 6    | Andrei Krauchanka       | Biélorussie | 8 s 21 | 930    | SB   |
| 7    | Oleksiy Kasyanov        | Ukraine     | 8 s 39 | 886    |      |
| —    | Mikk Pahapill           | Estonie     | DNF    | 0      |      |

| Rang | Athlète                 | Nation      | Temps  | Points | Note |
| ---- | ----------------------- | ----------- | ------ | ------ | ---- |
| 1    | Ashton Eaton            | États-Unis  | 5,20 m | 972    | SB   |
| 2    | Artem Lukyanenko        | Russie      | 5,00 m | 910    | PB   |
| 3    | Ilya Shkurenev          | Russie      | 4,90 m | 880    |      |
| 4    | Oleksiy Kasyanov        | Ukraine     | 4,80 m | 849    | SB   |
| 5    | Andrei Krauchanka       | Biélorussie | 4,80 m | 849    | SB   |
| 6    | Adam Sebastian Helcelet | Tchéquie    | 4,70 m | 819    |      |
| 7    | Yordani García          | Cuba        | 4,60 m | 790    |      |
| —    | Mikk Pahapill           | Estonie     | DNS    | 0      |      |

| Rang | Athlète                 | Nation      | Temps         | Points | Note |
| ---- | ----------------------- | ----------- | ------------- | ------ | ---- |
| 1    | Ashton Eaton            | États-Unis  | 2 min 32 s 77 | 955    | CR   |
| 2    | Ilya Shkurenev          | Russie      | 2 min 41 s 66 | 855    | PB   |
| 3    | Oleksiy Kasyanov        | Ukraine     | 2 min 42 s 41 | 847    | NR   |
| 4    | Adam Sebastian Helcelet | Tchéquie    | 2 min 43 s 05 | 840    | PB   |
| 5    | Artem Lukyanenko        | Russie      | 2 min 44 s 82 | 821    | PB   |
| 6    | Yordani García          | Cuba        | 2 min 50 s 21 | 763    | PB   |
| 7    | Andrei Krauchanka       | Biélorussie | 2 min 53 s 83 | 726    | SB   |
| —    | Mikk Pahapill           | Estonie     | DNS           | 0      |      |

## Légende
Records et Performances
- AR : Record continental (area record)
- CR : Record des championnats (championship record)
- MR : Record du meeting (meet record)
- NR : Record national (national record)
- OR : Record olympique (olympic record)
- PR : Record paralympique (paralympic record)
- PB : Record personnel (personal best)
- SB : Meilleure performance personnelle de la saison (season's best)
- WL : Meilleure performance mondiale de l'année (world leader)
- WJR : Record du monde junior (world junior record)
- WR : Record du monde (world record)

Circonstances et Conditions
- DNF : N'a pas terminé (did not finish)
- DNS : N'a pas pris le départ (did not start)
- DQ : Disqualification (disqualification)
- NM : Aucun essai valable enregistré (No Mark)
- Q : Qualifié « directement » au prochain tour (ou à la prochaine compétition), lors d'une compétition majeure, grâce au classement ou à la réalisation des minima (automatic qualifier)
- q : Qualifié au prochain tour (ou à la prochaine compétition), lors d'une compétition majeure, grâce au repêchage ou à la réalisation de l'une des meilleures performances parmi celles des « non qualifiés directement » (grâce au meilleur temps ou à la meilleure distance par exemple) (secondary qualifier)